# Asterophrys
Genre
Asterophrys est un genre d'amphibiens de la famille des Microhylidae.

## Répartition
Ce genre regroupe deux espèces endémiques de Nouvelle-Guinée.

## Liste des espèces
Selon Amphibian Species of the World (25 mars 2020) :
- Asterophrys eurydactyla (Zweifel, 1972)
- Asterophrys foja (Günther, Richards, and Tjaturadi, 2016)
- Asterophrys leucopus Richards, Johnston, and Burton, 1994
- Asterophrys marani (Günther, 2009)
- Asterophrys pullifer (Günther, 2006)
- Asterophrys slateri Loveridge, 1955
- Asterophrys turpicola (Schlegel, 1837)

## Publication originale
- Tschudi, 1838 : Classification der Batrachier, mit Berucksichtigung der fossilen Thiere dieser Abtheilung der Reptilien. p. 1-100 (texte intégral).